# 고산토끼
고산토끼(영어: Mountain hare, 학명: Lepus Timidus) 또는 눈토끼는 토끼과에 속하는 포유류이다. 유럽과 아시아 북부에 분포하고 있다. 또한 고산토끼는 야행성이며, 초식성이다.